# ДОТ № 417 (КиУР)

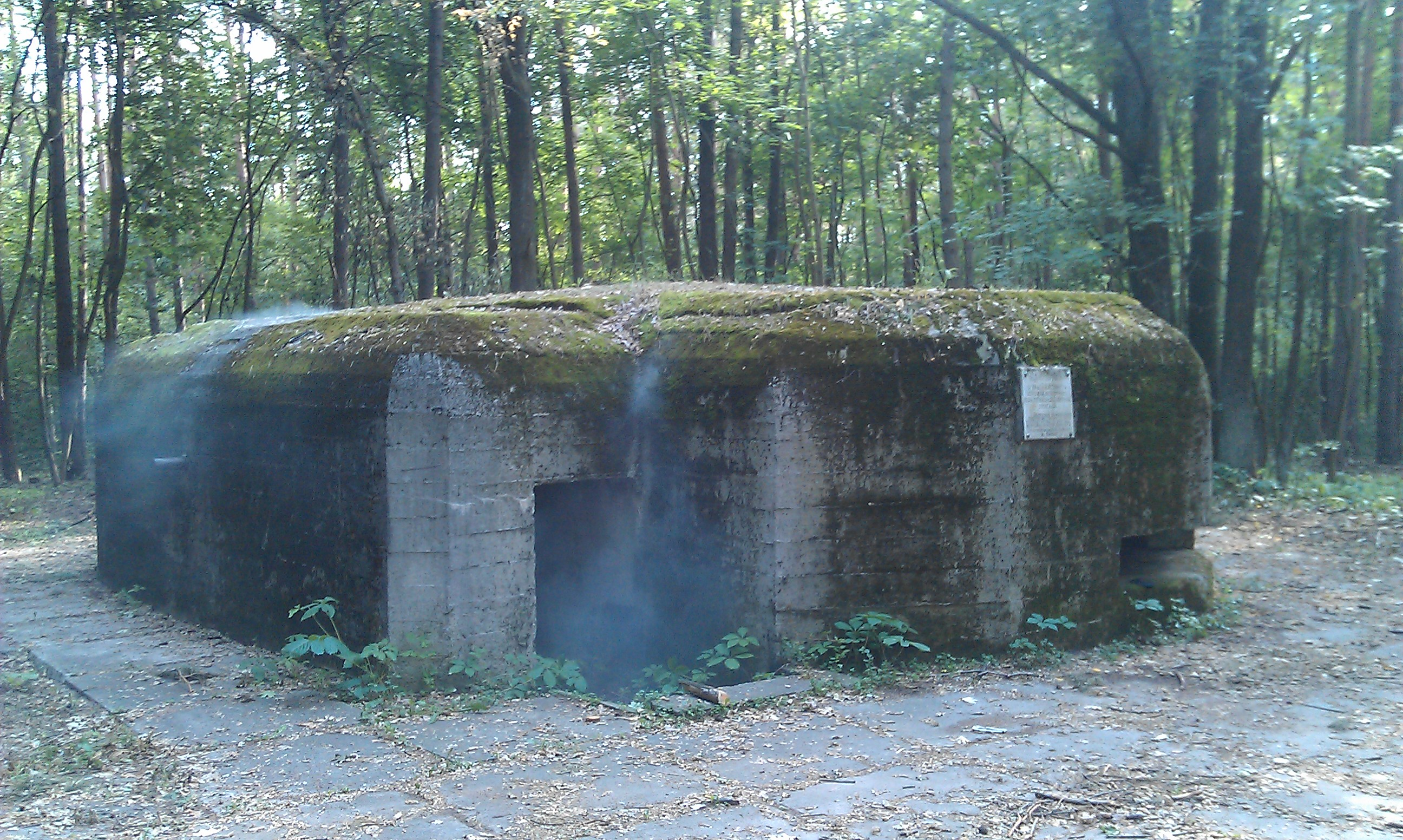
ДОТ № 417. Вид з північного сходу, зі сторони Житомирського шосе.

50°26′50″ пн. ш. 30°15′27″ сх. д. / 50.44722° пн. ш. 30.25750° сх. д.
ДОТ № 417 — довготривала оборонна точка, що входила до складу першої лінії оборони Київського укріпленого району. Пам'ятка історії місцевого значення.

## Історія

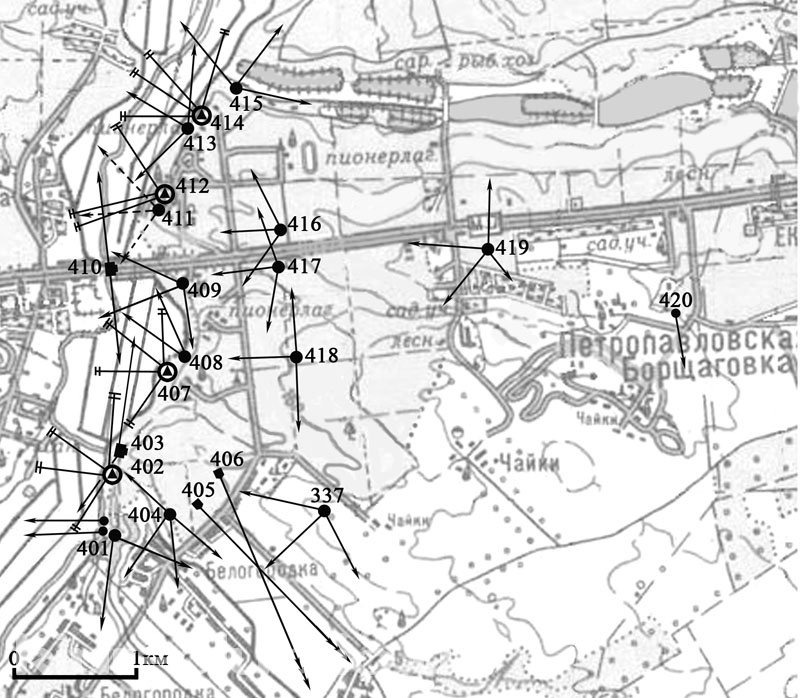
ДОТ № 417 у системі оборони 3-го БРО КиУР

ДОТ було побудовано в 1929—1935 рр. на західній ділянці оборони м. Києва. Ця фортифікаційна споруда мала 1 поверх, 3 амбразури для станкових кулеметів (основне озброєння) та 2 амбразури для ручних кулеметів, що прикривали вхід до ДОТа на ближніх дистанціях бою. Організаційно він входив до складу 3-го батальонного району оборони (БРО) КиУР, що прикривав безпосередньо Берестейське шосе (Житомирське шосе). Його клас стійкості «М1», тобто споруда могла витримати 1 прямих влученнь 203-мм гаубиці.
Берестейське шосе було найбільш танконебезпечним для міста Київ. Тому з початком Німецько-радянської війни біля ДОТ № 417, на тому ж боці від шосе, на відстані не більш ніж 700—800 метрів споруджено 14 артилерійських позицій для протитанкових та польових гармат. Доповненням були ще й розгалужені польові укріплення для піхоти. Гарнізон самої оборонної точки складався з бійців 193-го окремого кулеметного батальйону КиУР.
Під час другого штурму КиУР, що розпочався 16 вересня 1941 року, ДОТ № 417 не мав бойового контакту із супротивником. Вдень 18 вересня війська 37-ї армії Південно-Західного фронту розпочали за наказом відхід з КиУР та міста Київ. Гарнізони оборонних споруд КиУР належали до останніх, хто відходив на лівий берег Дніпра, серед них був і гарнізон ДОТ № 417. Під час відступу власний гарнізон не підірвав споруду. Але не виключено, що внутрішнє обладнання та кулемети були тоді виведені з ладу. Удень 19 вересня передові загони 71-ї піхотної дивізії німців зайняли територію 3-го БРО без бою, затримуючи лише дезертирів-червоноармійців та перебіжчиків. Під час зачистки, після 19 вересня 1941 року, німецькі сапери споруду також не знищили.
Історія ДОТ № 417, як і всього 3-го батальйонного району оборони КиУР нагадує доктрину «Fleet in being» у дії. Чисельна група ДОТ поблизу Брест-Литовського шосе, посиленна польовими укріпленнями та артилерією, стримувала німців від повномасштабного штурму цього відтинку фронту. З іншого боку це примушувало супротивника тримати занадто велику кількість військ перед 3-м БРО, які могли б бути задіяні на інших ділянках фронту. Адже існувала небезпека, що радянські війська, прикриваючись оборонними спорудами, можуть перейти до сильної, підготовленої контратаки значними силами.

## Сьогодення
ДОТ збережений та знаходиться у доброму стані. Перед в'їздом до Києва з житомирського напрямку встановлено вказівник в напрямку ДОТа.
ДОТ № 417 має статус пам'ятки історії місцевого значення.

## Галерея

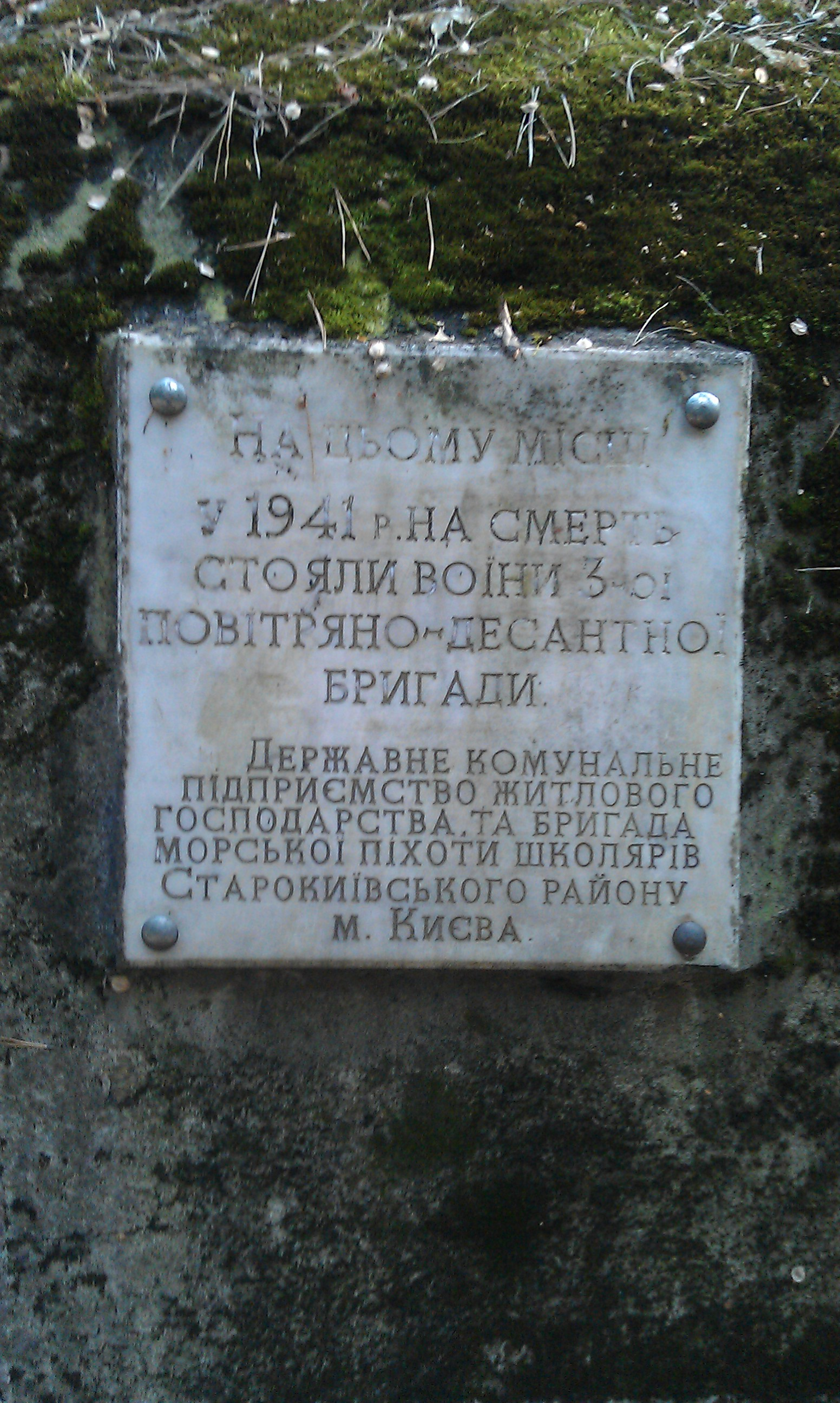
Пам'ятна дошка на ДОТі, встановлена після війни
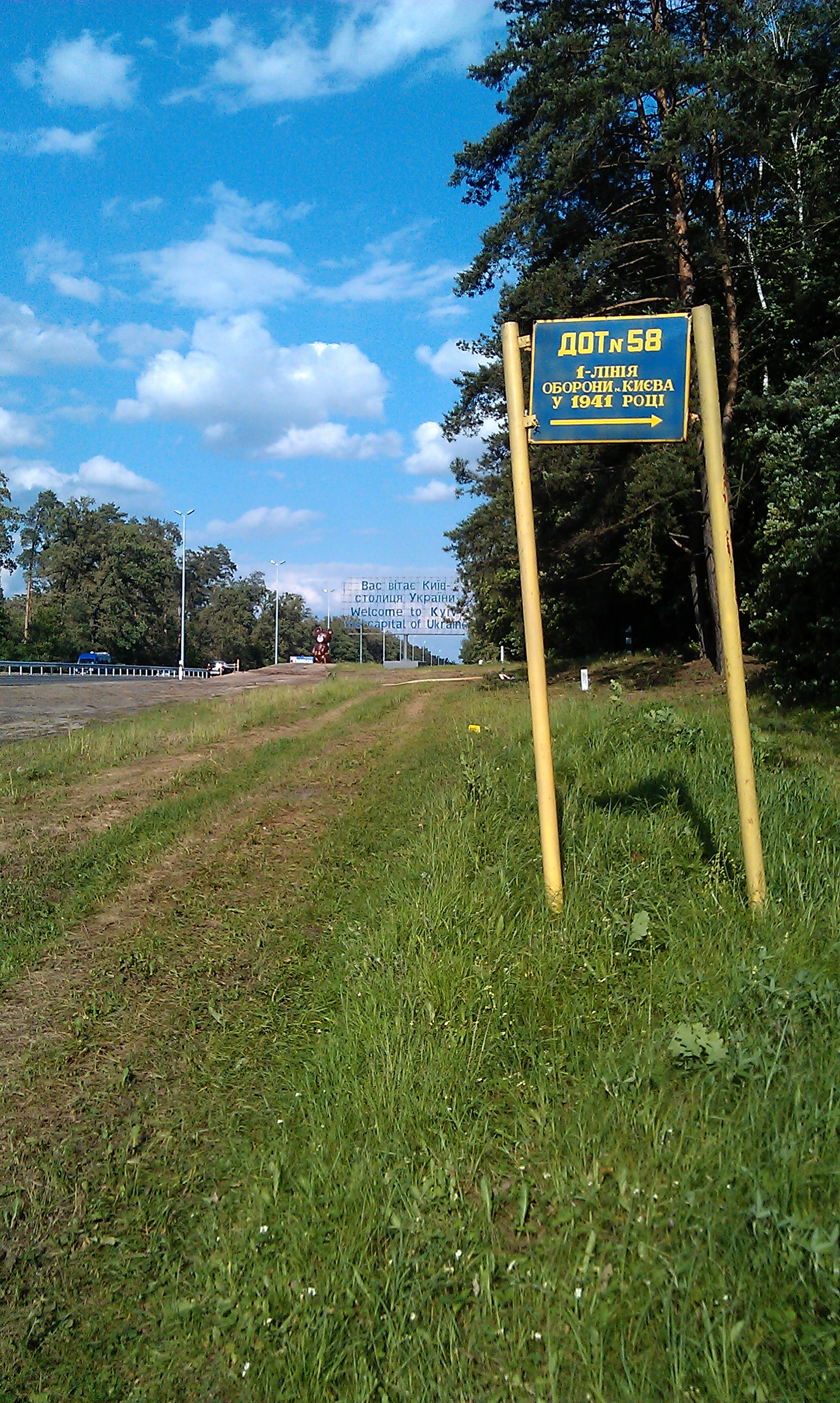
Вказівник на Житомирському шосе перед в'їздом до Києва (з застарілим, неправильним номером ДОТ)